# Dysphania lutescens
Dysphania lutescens är en fjärilsart som beskrevs av Louis Beethoven Prout 1927. Dysphania lutescens ingår i släktet Dysphania och familjen mätare. Inga underarter finns listade i Catalogue of Life.